# گلانیویل فریتیلا
گلا نیویل فریتیلا (به انگلیسی:GLANVILLE Fritillary) نوعی پروانه از خانواده فرچه پایان است . نام آن بر گرفته از طبیعتی است که آن را کشف کردند و الگوی شطرنجی بال های آن تاثیر در نامگذاری این پروانه داشت. این پروانه ها تقریباً در تمام اروپا بیشتر در فنلاند و مناطقی از شمال غربی آفریقا زندگی می کنند. در شرق سرتاسر قطب جنوب (در ترکیه ، روسیه ، شمال قزاقستان و مغولستان) این گونه را می‌توان یافت.
تحقیقات انجام شده بیان می‌کند که این پروانه فقط یک بار در ماه ژوئن یا ژوئیه جفت گیری می کند و تخم گذاری می‌کند. اما از این تخم ها در برابر خطرات طبیعی محافظت نمی‌کند.
گیاه چنار اسپیدول و ریبورت با سنبله گیاهان غذای آن ها است. پروانه های ماده هنگام تصمیم گیری در مورد تخمگذاری ، یک گونه گیاه مورد علاقه خود را نسبت به گونه دیگر گیاه ارجح می دانند ، اما پس از تخم گذاری دیگر هیچ اهمیتی به گونه گیاه مورد علاقه خود نمی‌دهند این به معنی آن است که این نوع پروانه تا زمانی که تخم گذاری را انجام نداده است به گونه ای خاص از گیاهان یاد شده علاقه دارد اما پس از آن دیگر اهمیتی به این موضوع می‌دهد. پس از بالغ شدن این گونه پروانه ها از شهد گیاهان برای تغذیه استفاده می‌کنند.
این گونه از پروانه در معرض خطر انقراض نسل می‌باشند، به دلیل نبودن پراکندگی در سرتاسر دنیا و کاهش تعداد این گونه در فنلاند در خطر انقراض قرار دارند ،دلیل اصلی خطر انتقراض نسل این نوع پروانه ها نداشتن قدرت بسیار زیاد برای مهاجرت مانند دیگر جانوران در زمانی که شرایط محیطی برای آن ها نا مناسب می‌شود گزارش شده است.

## طبقه بندی
کلمه فریتیلا (به‌انگلیسی:fritillary) به الگوی شطرنجی بال های پروانه اشاره دارد که از واژه لاتین فریتیلاس (به‌انگلیسی: fritillus) به معنی "جعبه تاس" گرفته شده است.
واژه گلانیویل (به‌انگلیسی:Glanville) از طبیعتی که آن را کشف کردند گرفته شده است.

### کشف
لیدی اِلنور یک پروانه شناس انگلیسی که در قرن ۱۷ و ۱۸ میلادی زندگی می‌کرد در دهه ۱۶۹۰میلادی گلانیویل فریتیلا را کشف کرد و اولین نمونه از این پروانه را در لینکلن شایر گرفت.

## محدوده جغرافیایی و زیستگاه
گلانیویل فریتیلا در سراسر اروپا و آسیا در قسمت هایی با آب و هوای معتدل یافت می شود. این پروانه معمولاً در جزایر آلند فنلاند یافت می شود ، که در این منطقه میزان بسیار زیادی از علف های خشک روییده است که همین موضوع سبب شده است تا زیستگاه مناسبی برای این گونه از پروانه ها باشد، گلانویل ها معمولاً در زمین های چمنزار آزاد و در ارتفاع ۰ - ۲۰۰۰ متر (معادل: ۰ - ۶،۵۶۲ فوت) از سطح دریا ساکن هستند.

### گلانویل در انگلیس
در انگلستان گلانویل فقط در زیر زمین نرم و چمنزارهای چینی و جایی که گیاه لارو غذای اصلی آن ها می روید زندگی می‌کنند، در قسمت های جنوبی و دامنه های کوه های انگلستان بیشترین تجمع را دارند. گلانویل گونه ای بسیار کم‌یاب در انگلستان است که تنها در جزیره وایت انگلستان قرار دارند و که در این جزیره تنها در قسمتی جنوبی آن می‌توان گلانویل ها را یافت.

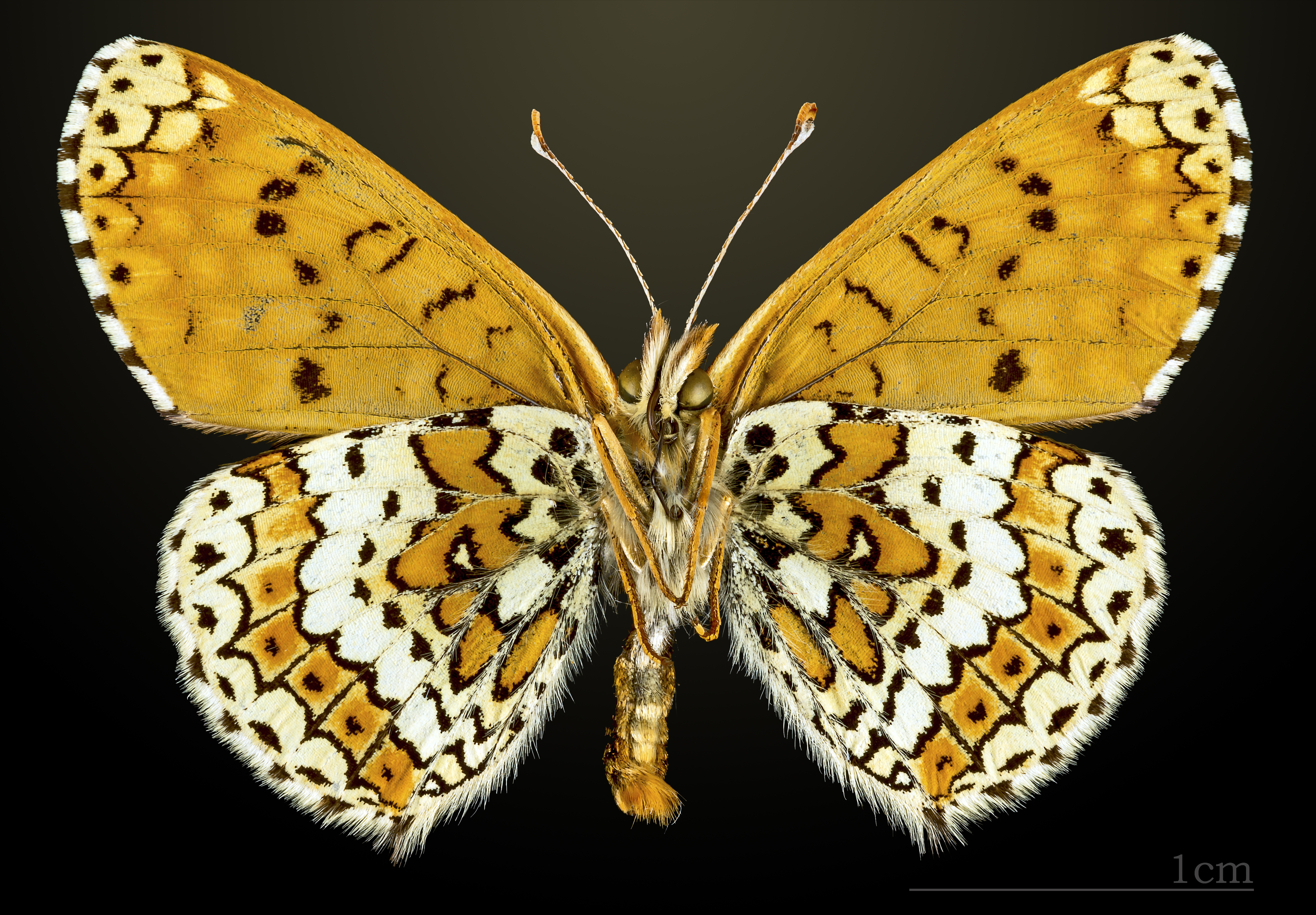

## توضیحات
طول بال های این گونه در حدود ۳۳-۴۰ میلی متر است. این پروانه های با اندازه متوسط دارای بال هایی به رنگ "نارنجی" نارنجی یا سیاه و سفید هستند. در بالا ترین قسمت بال های این نوع پروانه نقاط سیاه رنگ دیده می‌شود. و در انتهای بال دارای نوارهای سفید و نارنجی و یک سری نقاط سیاه است که در قسمت عقب نیز به وضوح قابل مشاهده است.

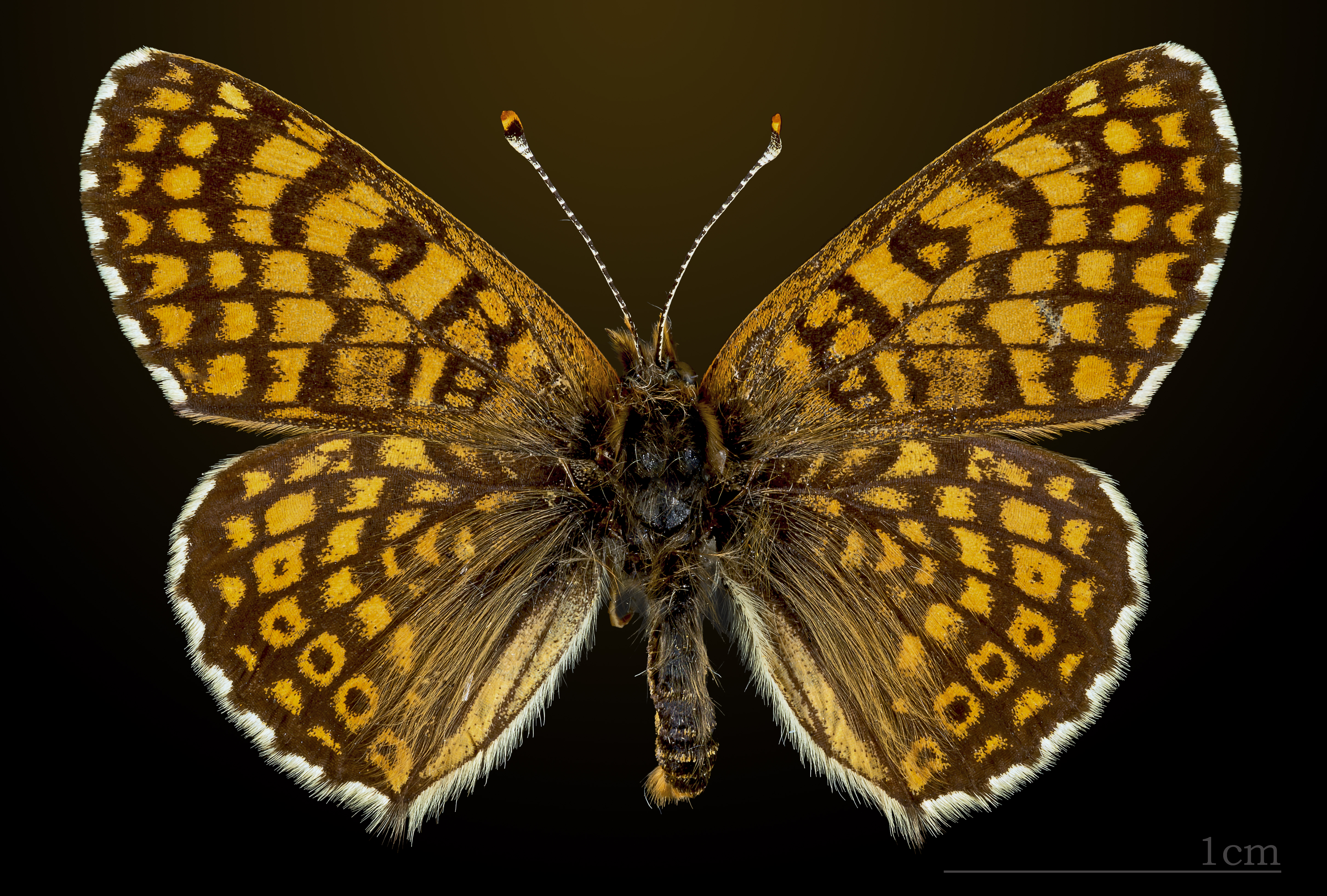

نوع ماده معمولاً نسبت به نوع نر با نقطه های سیاه بیشتر اما کدر تر قابل تشخیص هستند. میتوانیم بگوییم طرح این گونه از پروانه ها تا حدودی یک صفحه شطرنج را به یاد می آورد ، حاشیه های سفید شطرنجی شباهت بسیار زیادی به یک صفحه شطرنج دارد.
طول آن ها حدود ۲۵ میلی متر با سر قهوه ای مایل به قرمز و بدنی سیاه و خاردار با نقاط سفید کوچک است.

## منابع غذایی

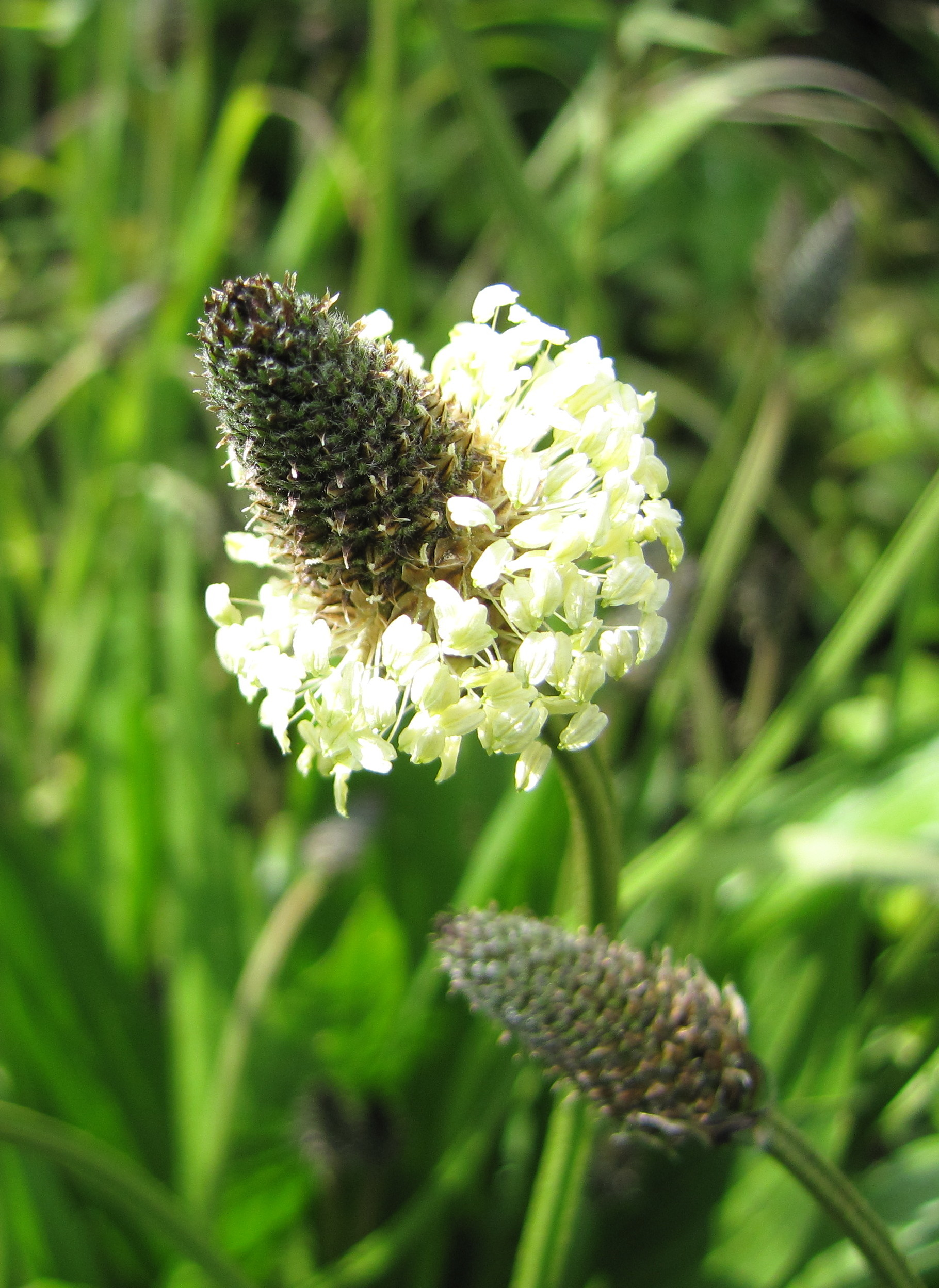
گیاه چنار

## دشمنان

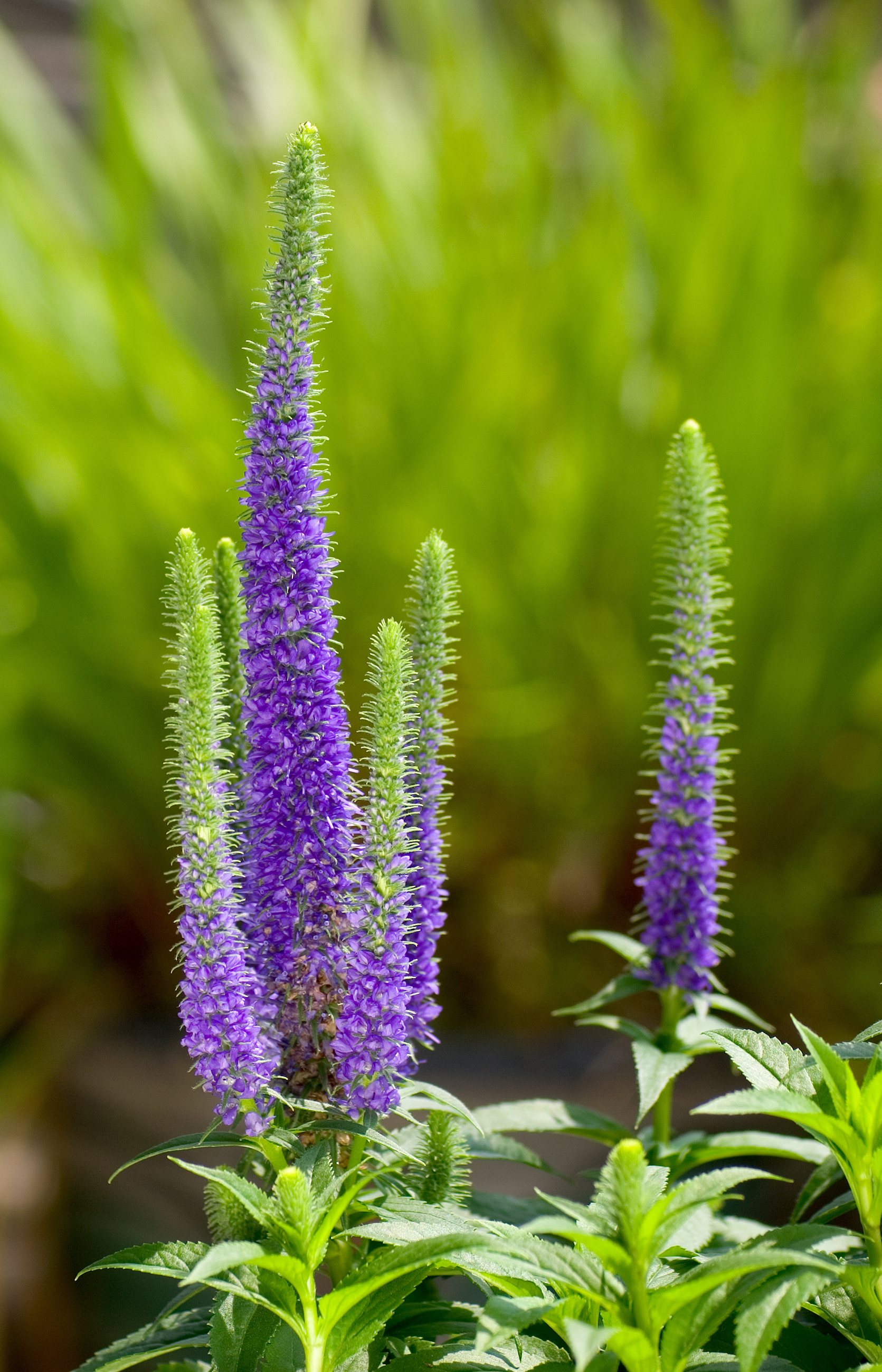
Spiked speedwell

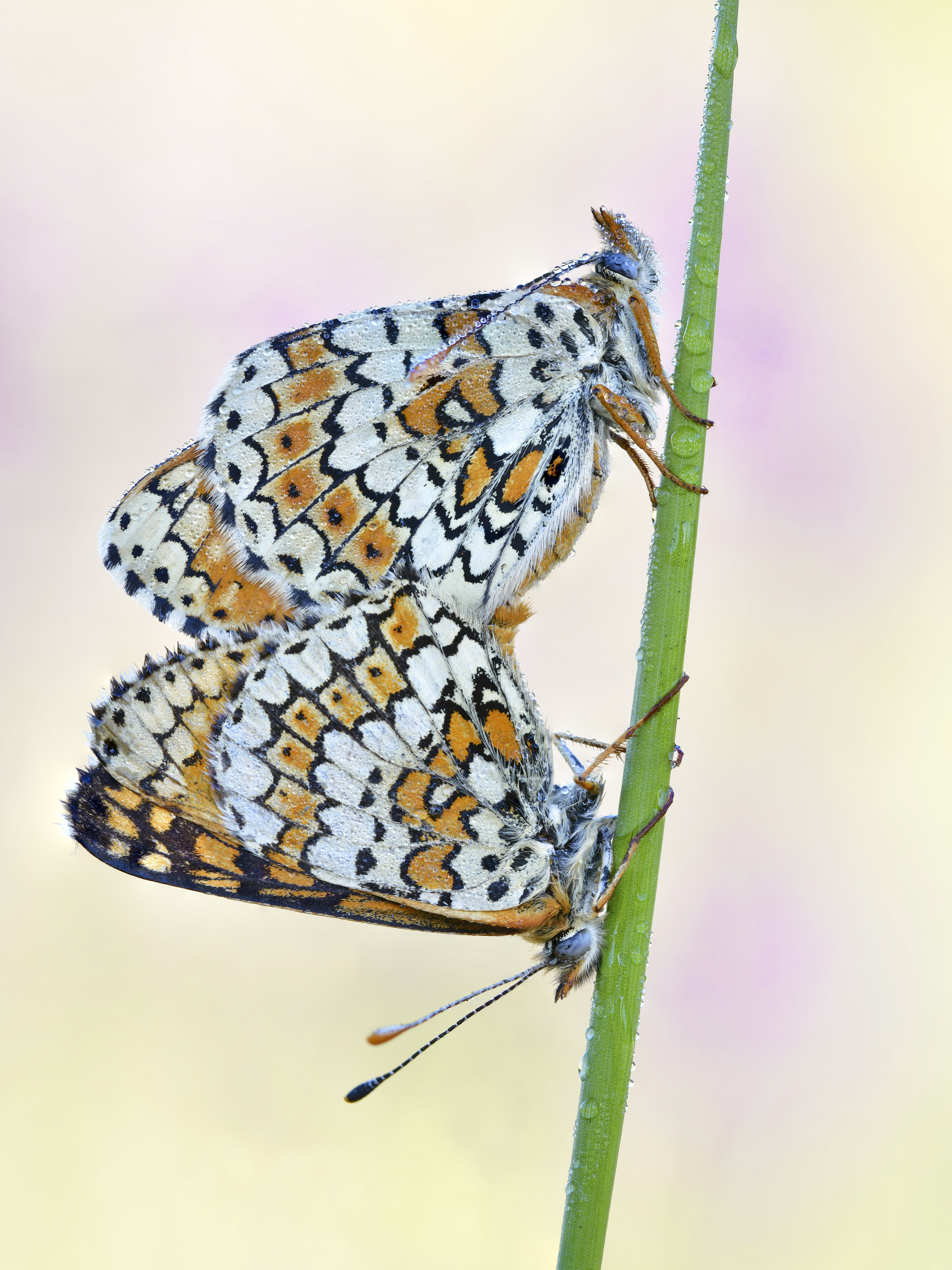
جفت گیری

### مسائل مهاجرت

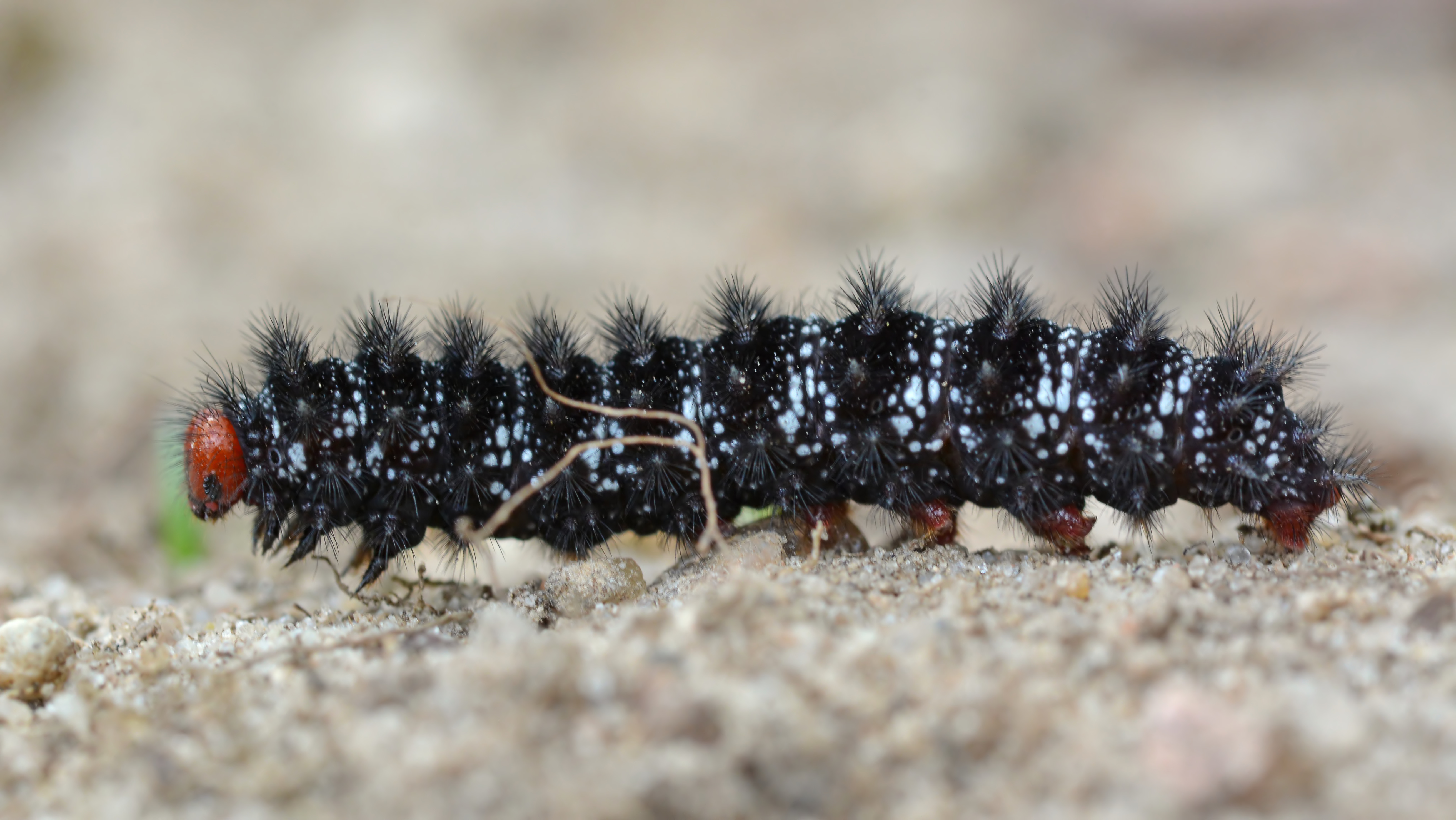
کرم ابریشم